# Pitcairnia yocupitziae
Pitcairnia yocupitziae är en gräsväxtart som beskrevs av Mario Adolfo Espejo Serna och López-ferr. Pitcairnia yocupitziae ingår i släktet Pitcairnia och familjen Bromeliaceae. Inga underarter finns listade i Catalogue of Life.